# Hauptstraße 62 (Warburg)

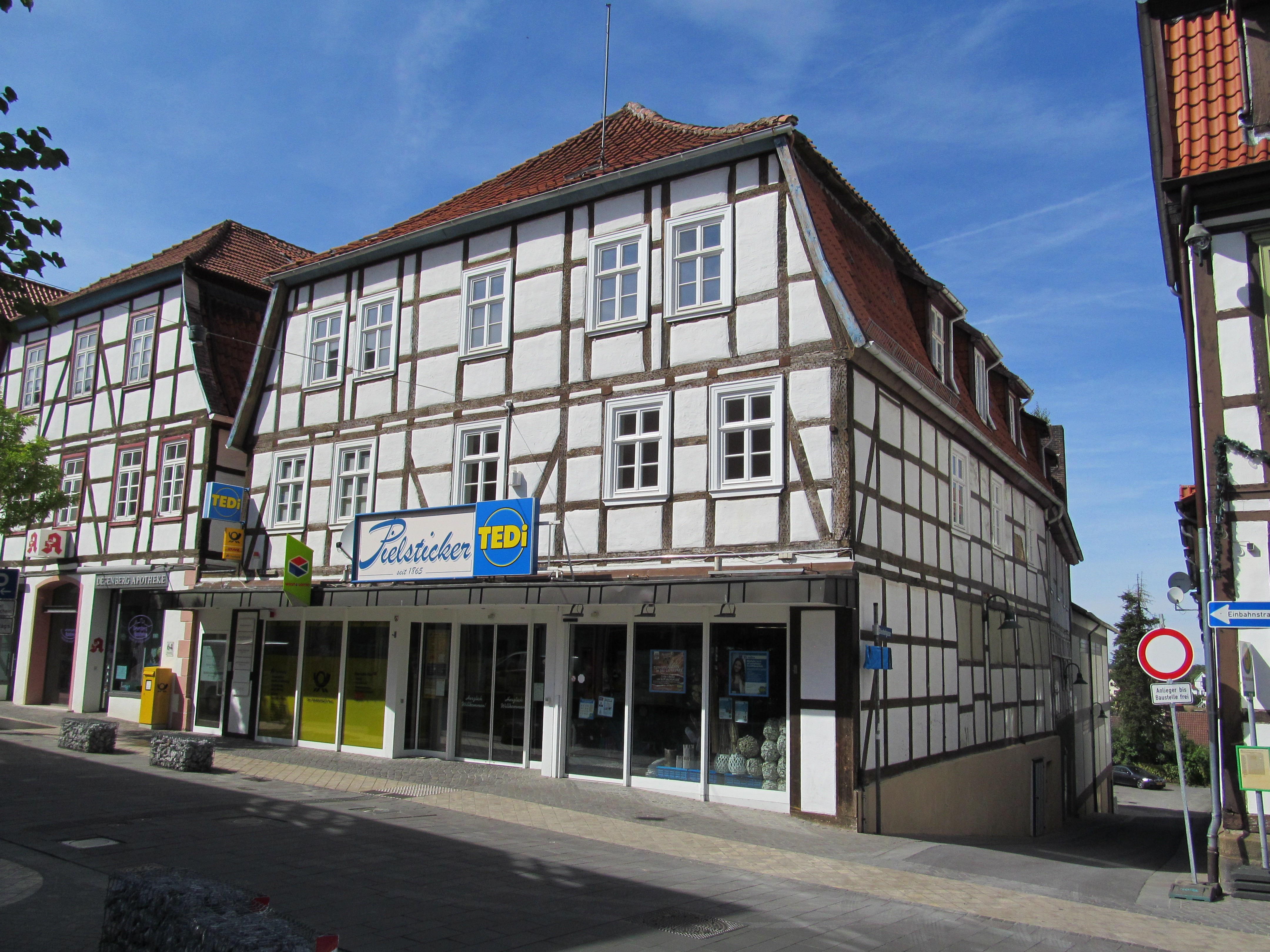
Ansicht vom Neustädter Markt (2018)

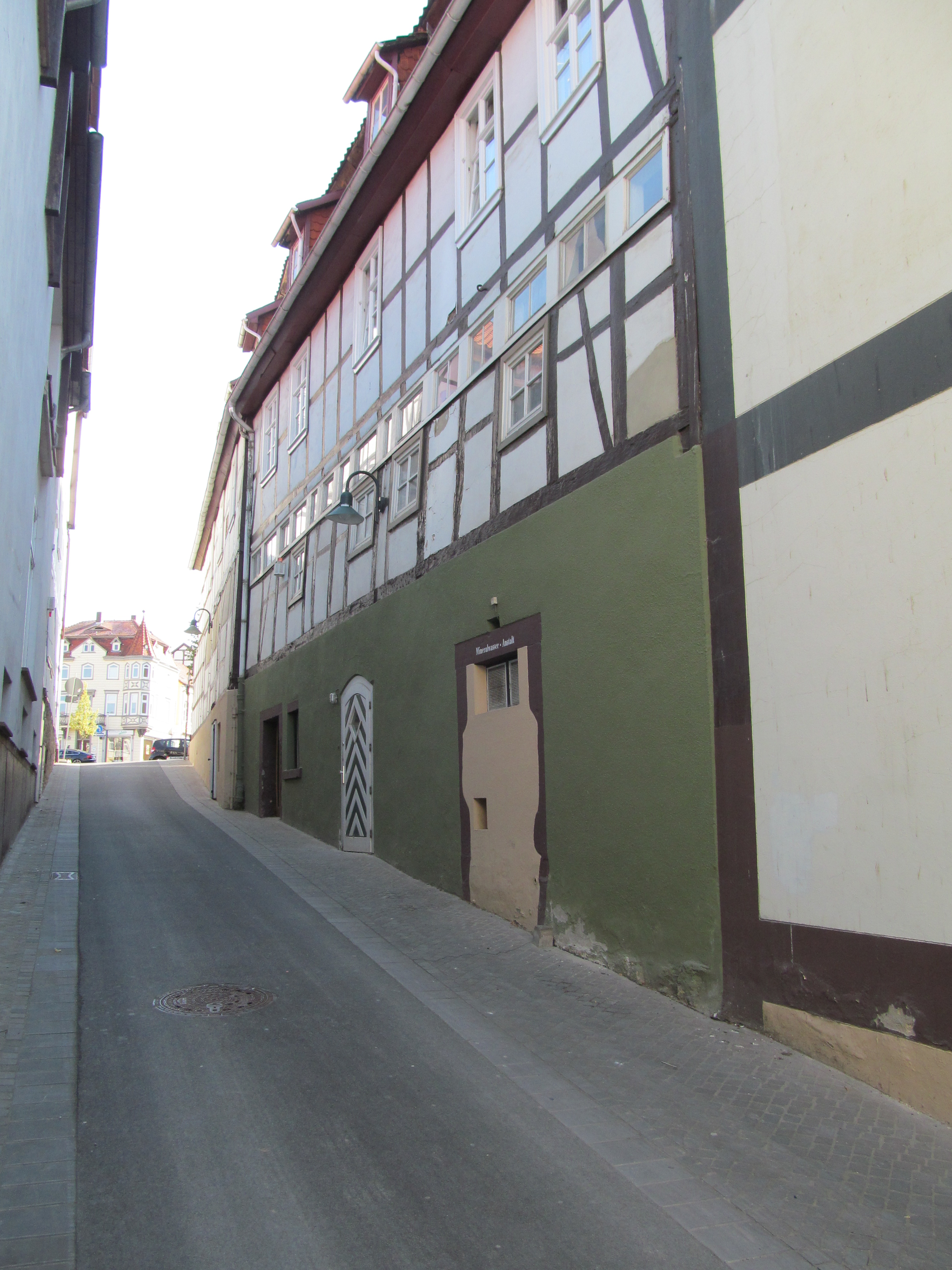
Ansicht Nebengebäude Steinhofgasse (2018)

Hauptstraße 62 bezeichnet ein überwiegend geschäftlich genutztes Fachwerkhaus im Zentrum von Warburg. Es wurde am 3. Mai 1986 in die Liste der Baudenkmäler in Warburg eingetragen.

## Architektur
Bei dem Gebäude handelt es sich um ein zweigeschossiges Fachwerkhaus mit einem im oberen Teil abgewalmten Mansarddach. Es steht mir dem Giebel zur Hauptstraße und schließt den Neustädter Marktplatz an seiner Nordwestecke optisch ab. Die Straßenfassade ist im Erdgeschoss mit einem zurückgesetzten Eingang, der von großem Schaufenstern flankiert wird, versehen. Im Obergeschoss und im Mansardgeschoss ist das konstruktiv gestaltete Fachwerk mit seiner dreifachen Verriegelung und vier symmetrisch angeordneten Streben sichtbar. Es gibt fünf ebenfalls symmetrisch angeordnete Fenster, die als vierflüglige, sechsscheibige Holzsprossenfenster ausgebildet sind. Hinter dem Haus befindet sich ein ebenfalls in Fachwerk errichtetes Hinterhaus entlang der Steinhofgasse, dem sich schließlich ein Neubau aus den 70er Jahren, der bis zur Unterstraße reicht, anschließt.

## Geschichte
Das Haus einschließlich Hinterhaus wurde spätestens in den ersten Jahrzehnten des 19. Jahrhunderts errichtet. Der Umriss des Gebäudes ist im Urkataster von 1831 bereits dargestellt. Die Fassade war wahrscheinlich zunächst verputzt. Später erhielt sie eine Verkleidung aus Schiefer. 

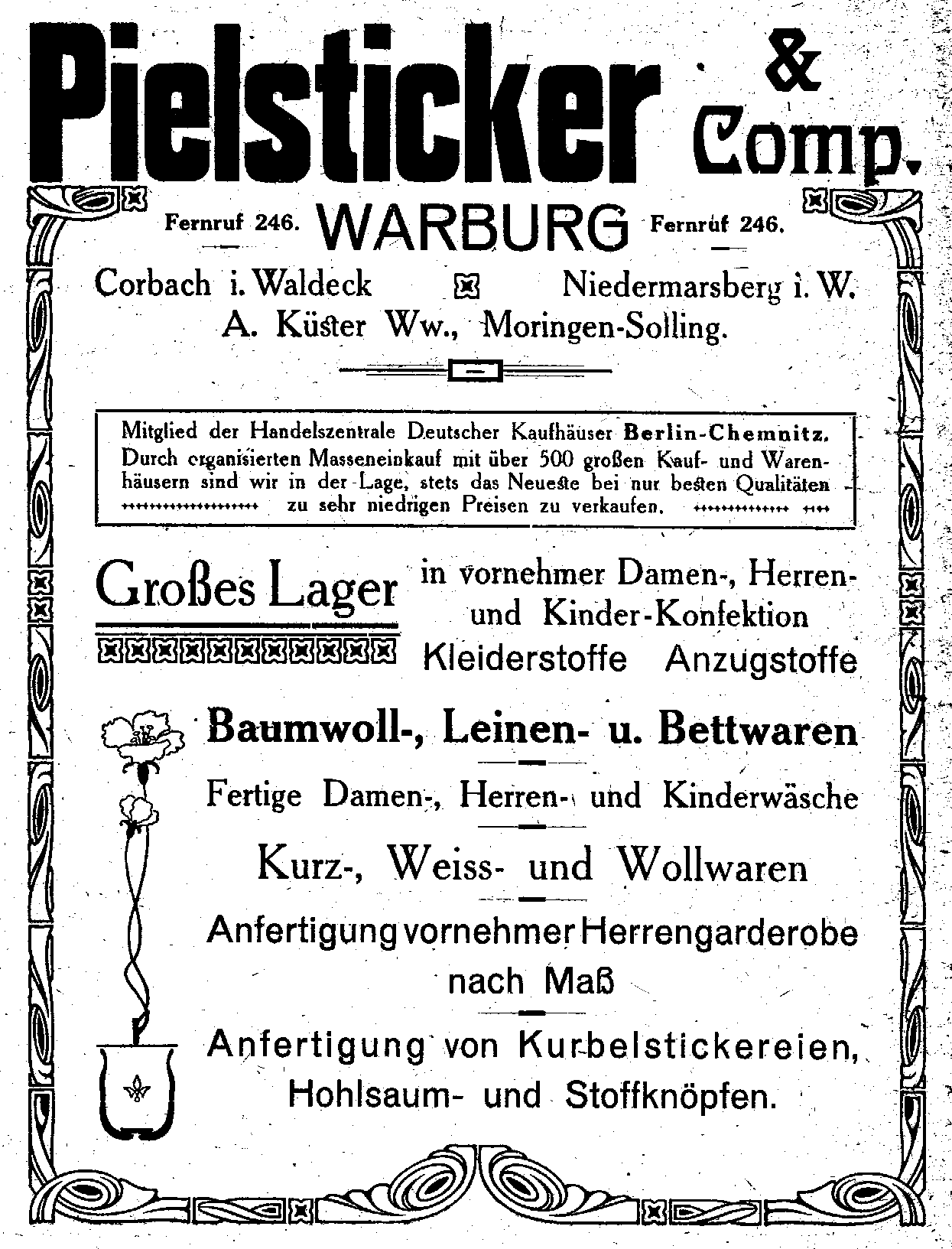
Anzeige Pielsticker im Warburger Kreiskalender 1921

1865 gründete August Waldemar Pielsticker einen „Zeugladen“ mit ca. 80 Quadratmeter Verkaufsfläche. 1898 folgte ihm Gustav Küster, der das Geschäft erweiterte und ein textiles Vollsortiment einrichtete. Eine Schneiderei und eine große Bettenreinigung kamen hinzu. 1929 übernahm der Kaufmann Gustav Zahn das Unternehmen Pielsticker. Er vergrößerte die Verkaufsfläche auf damals beachtliche 280 Quadratmeter, indem er auch das Hinterhaus miteinbezog. Alles war ebenerdig und barrierefrei. Nach Ende des 2. Weltkrieges verkaufte dieser das Geschäft an Hans Wilhelm Freiherr von Spiegel, der in seiner Gefangenschaft bereits davon gehört hatte, dass in der mit seiner Familie von Spiegel traditionell verbundenen Stadt Warburg ein Geschäft zu verkaufen sei. Von Spiegel galt als tatkräftiger Mann mit den besten Beziehungen zu allen wichtigen Fabrikanten. Noch vor der Währungsreform 1948 begann er aus dem Geschäft ein Kaufhaus zu machen und den Kundenstamm in die weitere ländliche Umgebung auszudehnen. Um die angestrebte Vergrößerung des Hauses bis hin zum Vollsortiment zu realisieren wurde das Unternehmen Mitglied der eingetragenen Genossenschaft Kaufring in Düsseldorf. Pielsticker begann zudem, Filialen aufzubauen, so zunächst in Moringen im Solling, in Marsberg, Korbach und in Wolfhagen. Später kamen Filialen in Brakel, Bad Driburg und in Beverungen hinzu.
1965 übernahmen Peter von Schöning und seine Frau Irene, geb. Freiin von Spiegel, das Unternehmen. Sie ließen das Haus durch einen neuen Anbau in Betonskelettbauweise, der bis zur Unterstraße reichte und einen Aufzug erhielt, erweitern. Danach arbeiteten 95 Mitarbeiter in der Firma und es wurden 200 Lehrlinge im Verkauf, Büro und in der Dekoration ausgebildet. Damals betrug der höchste Umsatz der Firma 14 Millionen D-Mark. Um 1972 erhielt das Haus eine dem Zeitgeschmack entsprechende und von der Kaufring-AG empfohlene vorgehängte Blech-Rasterfassade, um es moderner und größer aussehen zu lassen. Nach der Einstellung des Betriebes des ehemaligen „Hotel zum Desenberg“ wurden dort von ca. 1975 bis zum Abbruch des Hotels Mitte 1980 noch weitere Flächen angemietet. 1984 betrug die Verkaufsfläche ca. 2.800 Quadratmeter, wodurch Pielsticker das mit Abstand führende Kaufhaus der Region war. Im Zuge der behutsamen und erhaltenden Stadterneuerung wurde Ende der 80er Jahre die Blechfassade wieder demontiert, die Straßenfassade als Sichtfachwerkfassade wiederhergestellt und so mit Understatement das Image eines Landkaufhauses gepflegt. Nach der Insolvenz der Düsseldorfer Kaufring AG 2001 wurden ein großer Teil der Verkaufsflächen an den Discounter TEDi vermietet, der seitdem dort eine Filiale betreibt. In den von der Unterstraße zugänglichen Räumen des Hinterhauses zogen 2018 die Tanzschule Robert Klann und 2019 eine Filiale der Deutschen Post ein.